# Protaporia galerucae
Protaporia galerucae là một loài ruồi trong họ Tachinidae.